# Elizabeth Henstridge

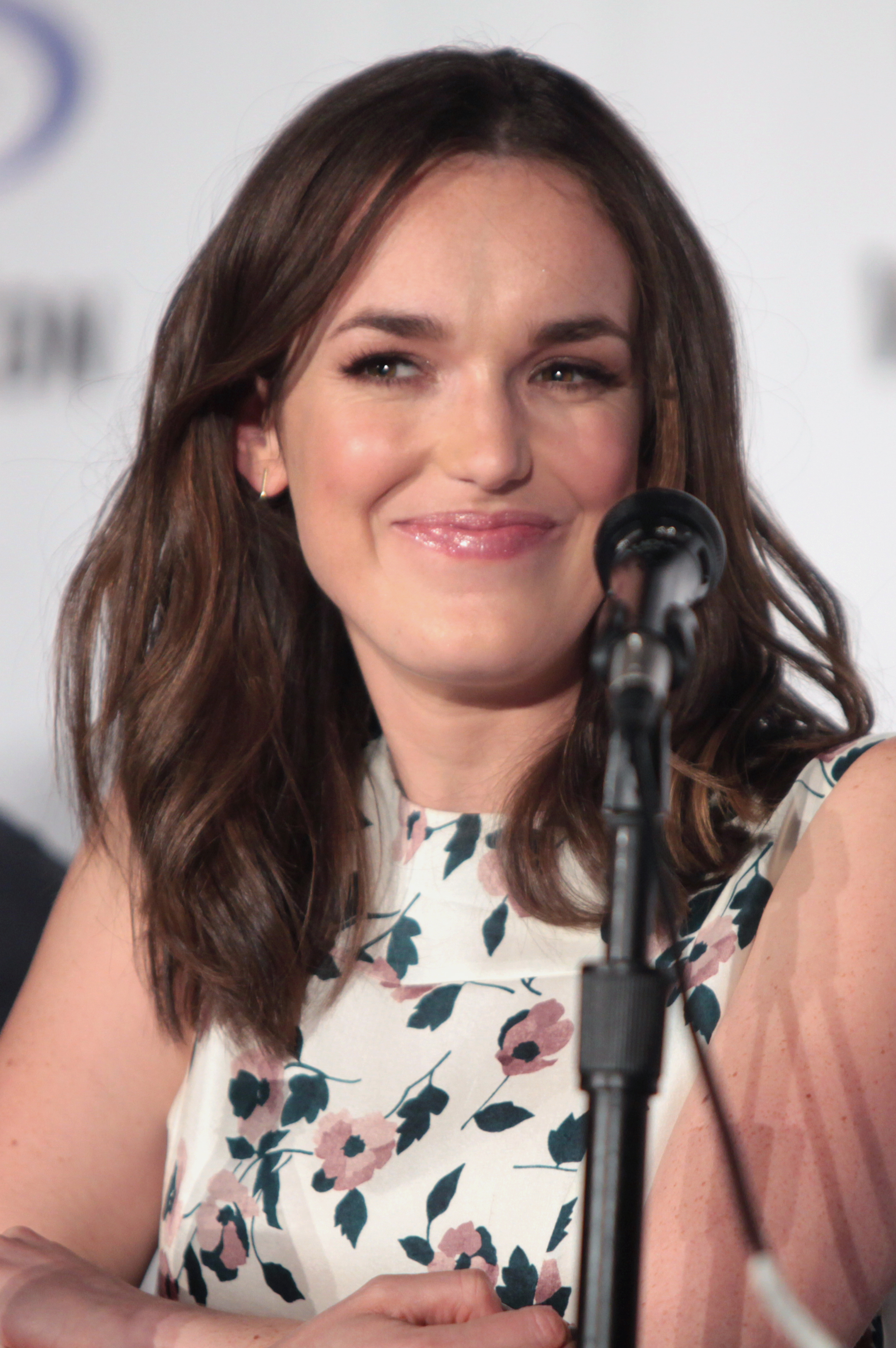
Elizabeth Henstridge (2016)

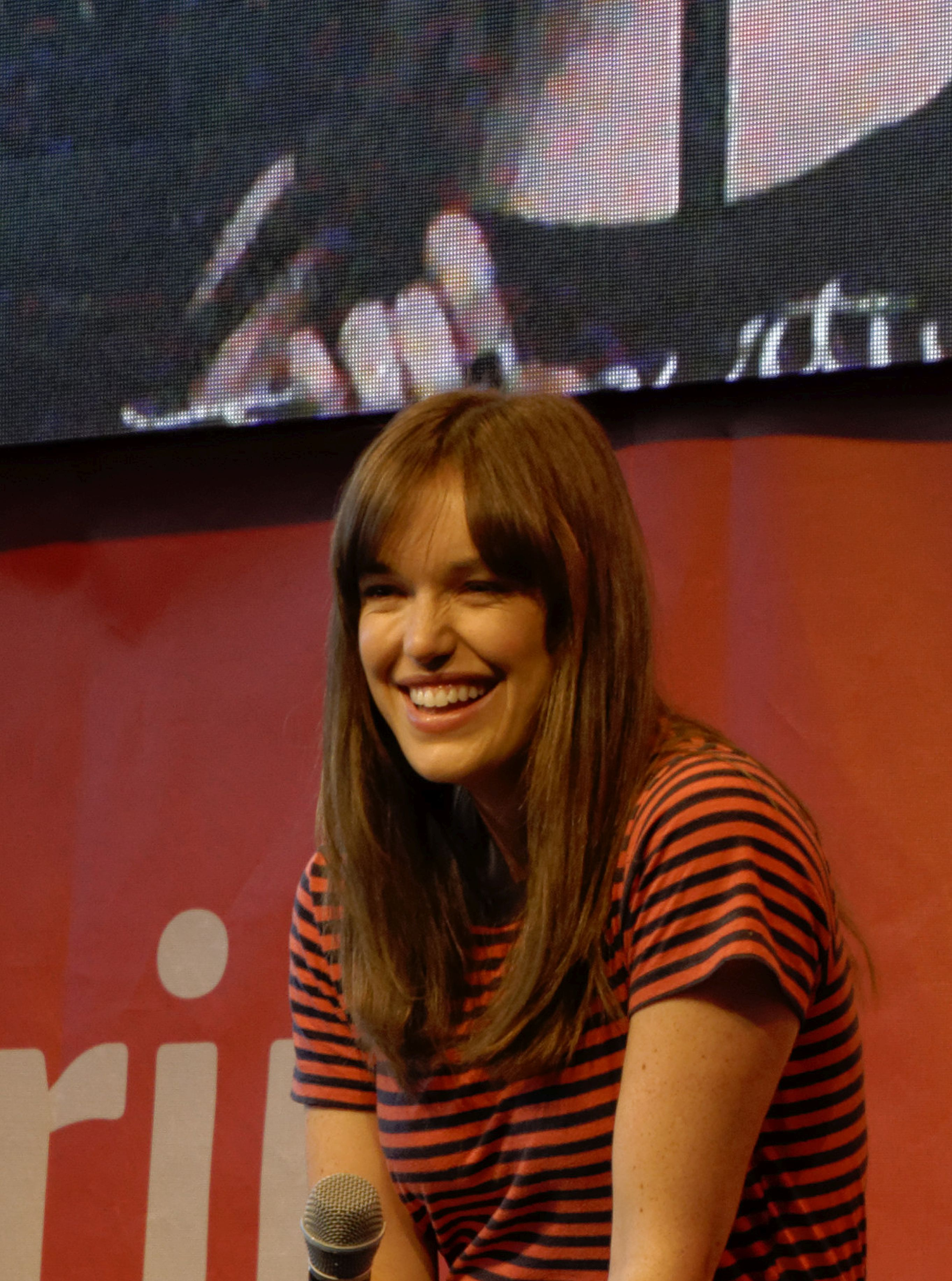
Auf der ComicCon Germany 2018

Elizabeth Henstridge (* 11. September 1987 in Sheffield) ist eine britische Schauspielerin, bekannt durch ihre Rolle als Agent Jemma Simmons in der Fernsehserie Marvel’s Agents of S.H.I.E.L.D., die sie von 2013 bis 2020 verkörperte.

## Leben
Elizabeth Henstridge wurde in Sheffield, England geboren. Sie besuchte die Meadowhead School und die King Edward VII School, bevor sie ihren Abschluss an der University of Birmingham absolvierte. Danach studierte sie an der East 15 Acting School und zog nach Los Angeles.
Im Jahr 2012 wurde Henstridge für die Rolle Jemma Simmons (Agent Simmons) in der Fernsehserie Marvels Agents of S.H.I.E.L.D. gecastet, die sie seit 2013 spielte. Die Serie endete 2020.

## Filmografie (Auswahl)
- 2010: Easy Under the Apple Bough (Kurzfilm)
- 2011: Hollyoaks (Fernsehserie, 2 Folgen)
- 2011: And the Kid (Kurzfilm)
- 2012: Delicacy (Kurzfilm)
- 2012: Shelter (Fernsehfilm)
- 2012: The Thompsons
- 2013: Gangs of Tooting Broadway
- 2013–2020: Marvel’s Agents of S.H.I.E.L.D. (Fernsehserie 136 Folgen)
- 2014: Reach Me
- 2014: The Soup (Fernsehserie, Folge 11x39)
- 2015–2017: Penn Zero – Teilzeitheld (Penn Zero: Part-Time Hero, Fernsehserie, 3 Folgen, Stimme)
- 2016: Wolves at the Door
- 2016: Marvel’s Agents of S.H.I.E.L.D.: Slingshot (Fernsehserie, Folge 1x03)
- 2017: Temporary (Fernsehserie, Folge 1x04)
- 2019: Christmas at the Plaza – Verliebt in New York (Christmas at the Plaza, Fernsehfilm)
- 2022: Suspicion (Fernsehserie, 8 Folgen)
- 2023: Mystery Island (Fernsehfilm)
- 2024: Superman & Lois (Fernsehserie, Folge 4x05)
- 2025: Mystery Island – Winner Takes All (Fernsehfilm)